# Rejon łanowiecki
Rejon łanowiecki – była jednostka administracyjna Ukrainy, w składzie obwodu tarnopolskiego.
Rejon utworzony w 1939 r. Centrum rejonu to Łanowce. Powierzchnia rejonu wynosiła 632 km², a ludność – 33 300 osób. W skład rejonu wchodziły: 1 miejska rada i 26 silskich rad, w ich skład wchodziły 52 miejscowości.

## Miejscowości rejonu
- Bereżanka (Бережанка)
- Białka Mała (Мала Білка)
- Białka Wielka (Велика Білка)
- Białozórka (Білозірка)
- Borsuki (Борсуки)
- Borszczówka (Борщівка)
- Buhłów (Буглів)
- Czajczyńce (Чайчинці)
- Hrybowa (Грибова)
- Hrynki (Гриньки)
- Jakimowce (Якимівці)
- Jankowce (Іванківці)
- Juśkowce (Юськівці)
- Kornaczówka (Карначівка)
- Korostowa (Коростова)
- Korżkowce (d. Kuśkowce, Коржківці)
- Kozaczki (Козачки)
- Krasnołuka (Краснолука)
- Kuśkowce Małe (Малі Кусківці)
- Kuśkowce Wielkie (Великі Кусківці)
- Kutyski (Кутиска)
- Łanowce (Ланівці)
- Łopuszno (Лопушне)
- Lulińce (Люлинці)
- Mała Karnaczówka (Мала Карначівка)
- Mała Snihuriwka[1] (Мала Снігурівка)
- Maniów (Маневе)
- Martyszkowce (Мартишківці)
- Michałówka (Михайлівка)
- Mołotków (Молотків)
- Moskalówka (Москалівка)
- Napadówka (Нападівка)
- Ohryzkowce (Огризківці)
- Oryszkowce[2] (Оришківці)
- Ośniki (Осники)
- Pachinia (Пахиня)
- Peredmirka (Передмірка)
- Pieczarna (Печірна)
- Pliska (Плиска)
- Siniowce (Синівці)
- Sokołówka (Соколівка)
- Szuszkowce (Шушківці)
- Szyły (Шили)
- Śnihorówka (Снігурівка)
- Tatarzyńce (Татаринці)
- Wanżułów (Ванжулів)
- Wereszczaki (Верещаки)
- Wierzbowiec (Вербовець)
- Właszczyńce (Влащинці)
- Wolica (Волиця)
- Wyszogródek (Вишгородок)
- Zahorce (Загірці)
- Żukowce (Жуківці)